# Kőszegpaty
Kőszegpaty là một thị trấn thuộc hạt Vas, Hungary. Thị trấn này có diện tích 12,25 km², dân số năm 2010 là 199 người, mật độ 16 người/km².